# Lisów (województwo lubelskie)
Lisów – wieś w Polsce położona w województwie lubelskim, w powiecie lubartowskim, w gminie Lubartów.
Wieś szlachecka położona była w drugiej połowie XVI wieku w powiecie lubelskim województwa lubelskiego, w 1739 roku należała do klucza Lubartów Lubomirskich. W latach 1954–1956 wieś należała do gromady Lubartów, po przeniesieniu siedziby gromady, należała i była siedzibą władz gromady Lisów.
W latach 1975–1998 miejscowość administracyjnie należała do ówczesnego województwa lubelskiego.
Wieś stanowi sołectwo gminy Lubartów. Według Narodowego Spisu Powszechnego (III 2011 r.) wieś liczyła 897 mieszkańców.
Wierni Kościoła rzymskokatolickiego należą do parafii Wniebowstąpienia Pańskiego w Lubartowie.

## Zabytki
- Krzyż przydrożny z 1898 r.

## Sport
W roku 1976 w Lisowie powstała sekcja piłki nożnej – "Kadet Lisów". W sezonie 2015/2016 – piłkarze uczestniczą w rozgrywkach w klasie A w grupie Lublin III. 